# (38307) 1999 RM102
1999 RM102 (asteroide 38307) é um asteroide da cintura principal. Possui uma excentricidade de 0.24735090 e uma inclinação de 7.84524º.
Este asteroide foi descoberto no dia 8 de setembro de 1999 por LINEAR em Socorro.